# Sylfaen
Sylfaen («Сильвайн») — многоязычный шрифт с засечками разработанный Джоном Хадсоном (англ. John Hudson) совместно с Россом Миллсом (англ. W. Ross Mills) из Tiro Typeworks и Жеральдин Вэйд (англ. Geraldine Wade) из Monotype Typography. Название Sylfaen взято из валлийского языка и означает «основание» (foundation).

## История
Осенью 1997 года Джон Хадсон был нанят Microsoft Typography Group для консультации в производстве материально-технического обеспечения для разработчиков OpenType шрифтов, поддерживающих несколько языков и алфавитов. Одной из задач этого проекта была разработка многоязычного шрифта используемого для отображения глифов в базе данных WRIT — инструмента для определения необходимых кодов знаков и их графем для определённых языков и географических регионов. Проект включал в себя поддержку латинского, греческого, армянского и грузинского алфавитов, кириллицы, эфиопского письма и символов международного фонетического алфавита.
Для первой версии шрифта Джон Хадсон разработал латинские символы. После того как Джон Хадсон разработал кириллицу, она была рецензирована Максимом Жуковым — координатором по типографике ООН.
Греческие символы были разработаны Джеральдин Вэйд на основе латинских символов. Во время разработки её консультировал Джерри Леонидас (англ. Gerry Leonidas).
Армянские символы были разработаны Джеральдин Вэйд, под руководством армянского дизайнера шрифтов Манвела Шмавоняна и его российского коллеги Владимира Ефимова из ПараТайп. Они включают классические заглавные, которые основаны на заглавных буквах из древних армянских рукописей.
Грузинские глифы включают в себя символы хуцури и мхедрули. Разработка грузинских символов остановилась из-за кончины грузинского шрифтового дизайнера Антона Думбадзе — он умер прежде чем завершил проект. В результате этого шрифт оказался незавершенным.
Эфиопские символы были разработаны Джеральдин Вэйд.
Шрифт начал поставляться в составе Windows 2000 и включает только подмножества символов с оригинальным дизайном: в частности в нём отсутствуют политонические греческие символы, а также символы эфиопского письма и МФА, поддерживает символы WGL4, армянского и грузинского алфавитов. OpenType-особенности включают в себя капитель и лигатурные подстановки.

## Ньяла
В 2003—2004 годах Джон Хадсон полностью перерисовал эфиопские глифы оригинального Sylfaen, стандартизировал их и приспособил для широкого спектра издательских потребностей. Переработанный шрифт был выпущен Microsoft в составе Windows Vista под именем Ньяла (англ. Nyala). Шрифт назван в честь горной ньялы (лат. Tragelaphus buxtoni) — породы африканских антилоп, живущих в горном районе Южной Эфиопии.
Латинские глифы были разработаны для сочетания с эфиопскими для облегчения набора текстов содержащих нетранслитерируемые иностранные имена, технические термины и прочее. Эфиопские символы основаны на первоначальных эскизах Джеральдин Вэйд.

## Награды
В 1998 году на международном шрифтовом конкурсе «Кириллица’99» кириллическая версия Sylfaen получила диплом в категории «Текстовые шрифты», а Джон Хадсон был награждён премией «Золотая Буки» от ассоциации «Золотая Пчела» за выдающийся вклад в развитие кириллической типографики и международных типографических коммуникаций.